# Gale Sondergaard

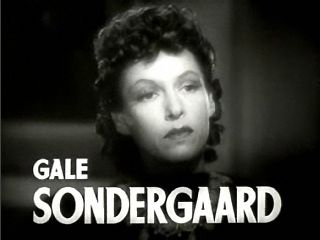
Gale Sondergaard

Gale Sondergaard (Litchfield (Minnesota), 15 februari 1899 - Woodland Hills (Californië), 14 augustus 1985) was een Amerikaanse actrice.

## Levensloop
Sondergaard, geboren als Edith Holm Sondergaard uit Deens-Amerikaanse ouders, startte haar filmcarrière pas op latere leeftijd, in 1936. 
Voor haar eerste film, Anthony Adverse, won ze de eerste Academy Award die ooit uitgereikt werd voor 'Beste Vrouwelijke Bijrol'. Haar carrière was meteen gelanceerd. Ze speelde ook hoofdrollen in onder meer The Life of Emile Zola uit 1937, The Letter uit 1940, The Strange Death of Adolf Hitler (1943) en Anna and the King of Siam uit 1946, waarvoor ze opnieuw genomineerd werd als 'Beste actrice in bijrol', maar de Oscar werd gewonnen door Anne Baxter. 
In 1922 huwde ze met acteur Neil O'Malley, waarvan ze scheidde in 1930. In 1930 trad ze in het huwelijk met Herbert Biberman, tot zijn dood in 1971. Biberman was een bekende filmregisseur, die in 1950 op een zwarte lijst belandde in Hollywood omdat men hem beschuldigde van communisme en lid te zijn van de zogenaamde 'Hollywood Ten' (in 2000 werd hier een film van gemaakt, waarbij actrice Greta Scacchi de rol van Sondergaard speelde). Door deze affaire raakte de carrière van Sondergaard in het slop. Vanaf 1969 speelde ze opnieuw mee in een aantal films en series tot in 1983. 
Ze overleed in 1985 op 86-jarige leeftijd.
- Biblioteca Nacional de España: XX1736493
- Bibliothèque nationale de France: cb139909772 (data)
- Gemeinsame Normdatei: 1206375515
- International Standard Name Identifier: 0000 0000 5943 5157
- Library of Congress Control Number: n85378938
- Nationale Bibliotheek van Israël: 987007437423305171
- SNAC: w6903t14
- Système universitaire de documentation: 231955332
- Virtual International Authority File: 42035316
- WorldCat: E39PBJrmdcG3xKWPdmGFT6xCcP